# Guerra Cristera
La Guerra Cristera, también llamada Guerra de los Cristeros o Cristiada, fue una guerra civil en México que se prolongó durante tres años, desde el 3 de agosto de 1926 al 21 de junio de 1929, entre el Gobierno y milicias de religiosos católicos que se resistían a la aplicación de la llamada Ley Calles, la cual proponía limitar y controlar el culto católico en la nación, el cual es mayoritario en este país. Fue la penúltima guerra que tuvo México en su territorio. 
La Constitución mexicana de 1917 establecía una política que negaba la personalidad jurídica a las iglesias, prohibía la participación del clero en política, privaba a las iglesias a poseer bienes raíces e impedía el culto público fuera de los templos. Algunas estimaciones ubican el número de personas muertas en un máximo de 250 mil, entre civiles, efectivos de las fuerzas cristeras y del Ejército Mexicano.
Entre 1934 a 1938 se produjo un reavivamiento del conflicto, llamado Segunda Guerra Cristera o la Segunda.

## Antecedentes de la Guerra / Rebelión Cristera
Con el ocaso del Porfiriato, en la primera década del siglo XX, emergieron nuevamente tendencias anticlericales que se expresaron durante la Revolución mediante actos de violencia y una legislación restrictiva, fijada en la Constitución de 1917. El día 14 de noviembre de 1920, ocurrió un atentado en la Antigua Basílica de Guadalupe, con la finalidad de destruir la imagen de la Virgen de Guadalupe, esto causó enojo en la feligresía mexicana y dio una razón para levantarse en armas. Después de un período poco tranquilo durante los gobiernos de Carranza y Obregón, la presión anticlerical se intensificó con la elección de Plutarco Elías Calles a la presidencia. En 1925, con apoyo de la Confederación Regional Obrera Mexicana (CROM) se creó la Iglesia Católica Apostólica Mexicana (ICAM) para romper con el Vaticano.

### La Ley Calles

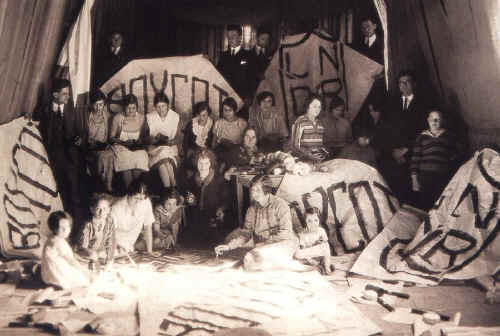
Boicot en contra de la Ley Calles.

Hay que mencionar que la Ley Calles fue una modificación al Código Penal en 1926 por el presidente Plutarco Elías Calles, para limitar las manifestaciones religiosas con el fin de contar con instrumentos más precisos para ejercer los controles que la Constitución de 1917 estableció en el artículo 130 como parte del modelo de sujeción de las Iglesias al Estado. Estos instrumentos buscaban limitar o suprimir la participación de las iglesias en general en la vida pública, pero dadas algunas características de la legislación, en algunos estados se llegaron a establecer leyes que obligaban a que los ministros de culto fueran personas casadas y se prohibía la existencia de comunidades religiosas, además de limitar el culto religioso únicamente a las iglesias, así como prohibir el uso de hábitos fuera de los recintos religiosos.

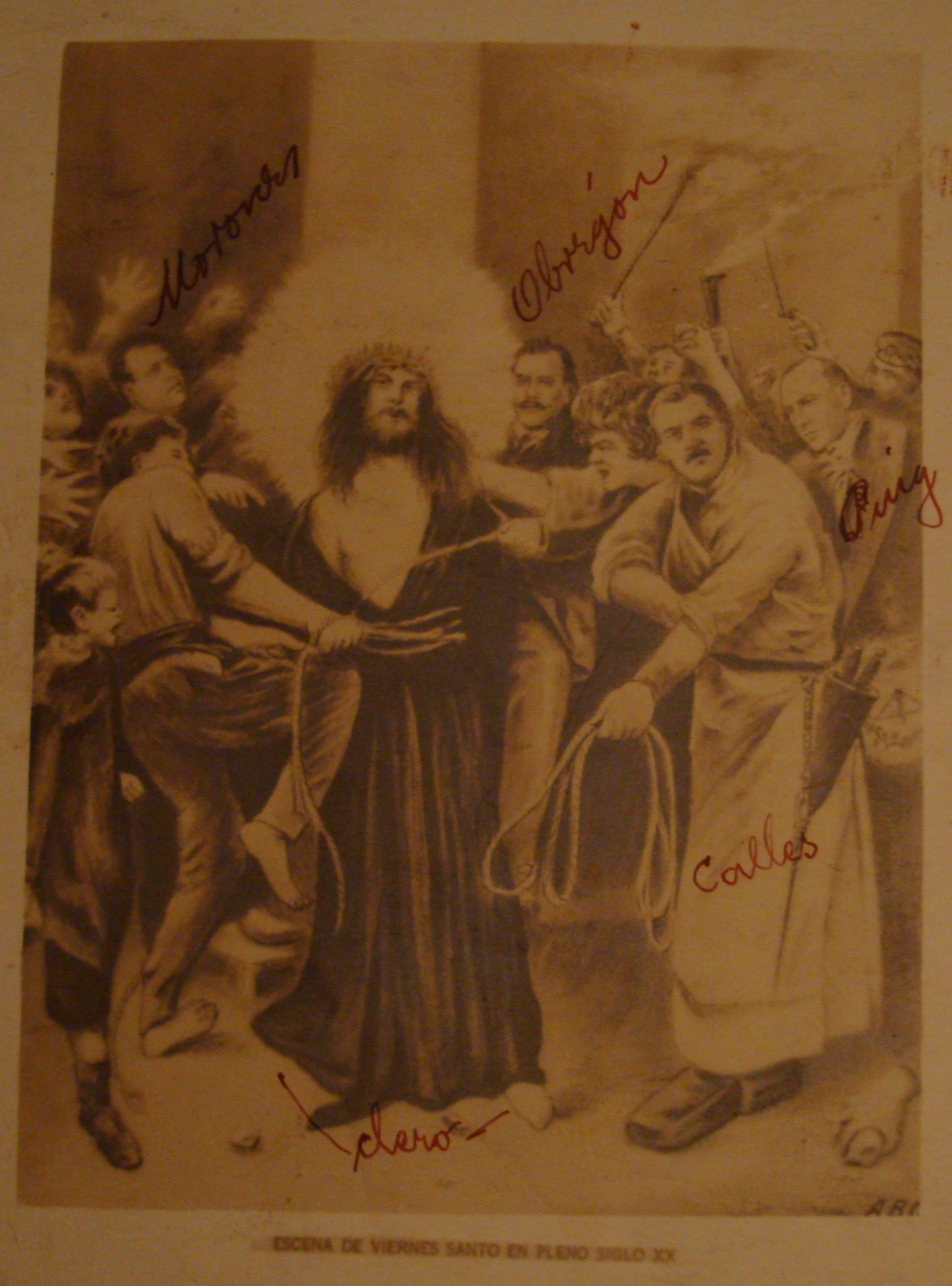
"Escena de Viernes Santo en pleno ", del archivo del Presbítero mexicano Jesús María Rodríguez.

La ley reglamentaria del 130 constitucional facultaba, siguiendo el dictado de la Constitución, a los gobernadores de los estados de la república a imponer cuotas y requisitos especiales a los "ministros del culto". Tal fue el caso de los gobernadores más radicales, como Tomás Garrido Canabal, del estado de Tabasco, quien decretó normas que iban incluso más lejos, pues obligaban a los "ministros del culto" a ser personas con estado civil de casados para poder oficiar; en  el estado de Chihuahua se pretendió forzar a la Iglesia católica a operar con un número mínimo de presbíteros y en el estado de Tamaulipas se prohibió oficiar a los sacerdotes extranjeros.
Confrontada con esta situación, la Iglesia intentó reunir dos millones de firmas para proponer una reforma constitucional. La petición de los católicos mexicanos fue rechazada. Los católicos llamaron y realizaron un boicot para no pagar impuestos, minimizar el consumo de productos comercializados por el Gobierno, no comprar billetes de la Lotería Nacional, ni utilizar vehículos a fin de no comprar gasolina. Esto causó severos daños a la economía nacional, al tiempo que sirvió para que las posiciones de distintos grupos dentro de la propia Iglesia católica en México se radicalizaran.

## Cristeros

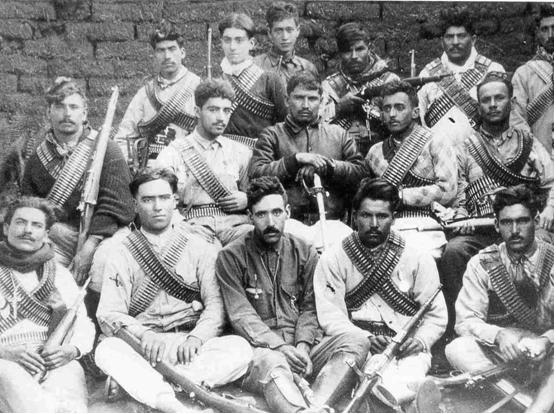
Cristeros de San José de Gracia (Michoacán): al centro, con sable, Anatolio Partida, a la derecha, Honorato González.

La radicalización hizo que en zonas de los estados de Guanajuato, Jalisco, Querétaro, Aguascalientes, Nayarit, Colima, Michoacán y parte de San Luis Potosí al igual que Zacatecas, en la Ciudad de México, y en la península de Yucatán creciera un movimiento social que reivindicaba los derechos de libertad de culto en México. La dirigencia del movimiento, cercana a los obispos mexicanos, creyó viable una salida militar al conflicto. En enero de 1927, empezó el acopio de armas; las primeras guerrillas estuvieron compuestas por campesinos. El apoyo a los grupos armados fue creciendo, cada vez se unían más personas a las proclamas de ¡Viva Cristo Rey! y ¡Viva Santa María de Guadalupe! lanzadas por quienes fueron conocidos como los cristeros.
El origen del sustantivo cristero es disputado. Hay quienes consideran que fueron ellos mismos quienes utilizaron el nombre primero para identificarse, pero hay investigadores del fenómeno, como Jean Meyer, quienes consideran que, en sus orígenes, era una expresión despectiva, usada por agentes del Gobierno federal, derivada de la contracción de "cristos reyes", plural de la expresión utilizada por los cristeros.
En todo caso, los que se conocían como cristeros fueron capaces de articular rápidamente una serie de descontentos locales con las consecuencias de la Revolución mexicana, así como de aglutinar en torno suyo a grupos que, por distintas razones, se oponían a lo que ya para entonces se conocía como el "Grupo Sonora", nombre creado por el origen sonorense de los presidentes Adolfo de la Huerta, Álvaro Obregón y Plutarco Elías Calles. No solo eso, la Cristiada, como también se le conoce, logró un uso muy eficaz de símbolos religiosos profundamente arraigados en las prácticas colectivas en México como la Virgen de Guadalupe.

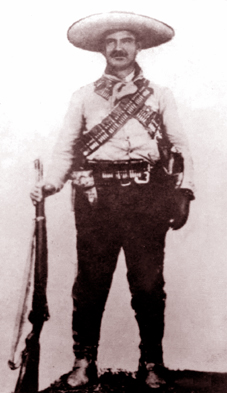
General Victoriano Ramírez, "El Catorce".

### La Guerra
Uno de los movimientos más importantes fue el ocurrido en Valparaíso, Zac., cuando en la noche del 14 de agosto de 1926 apareció don Pedro Quintanar, (personaje de gran importancia en toda la lucha cristera), y se puso en marcha el levantamiento que Aurelio Acevedo y sus amigos tenían preparado desde el primero de agosto, ya que el Gobierno al saber de la presencia de Quintanar se movilizó más rápido. Se realizó la movilización en Peñitas y Peñas Blancas. Quintanar entraba a combate el 29 de agosto a Huejuquilla el Alto, Jal., comenzando así la primera lucha cristera en forma, quedando como vencedores con el grito ahora triunfante de: ¡Viva Cristo Rey!

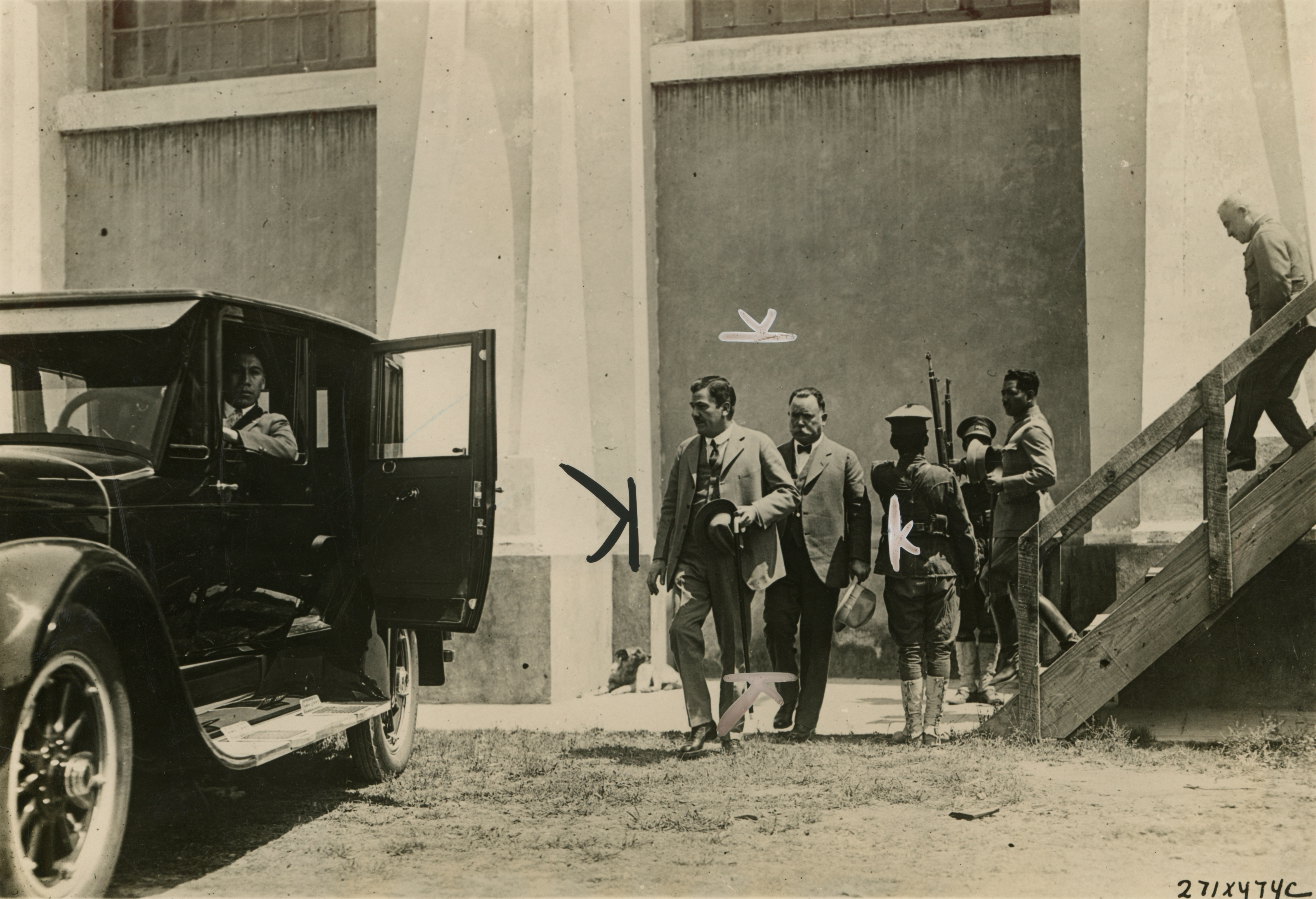
El presidente Calles, junto al expresidente Obregón y al secretario de guerra Domínguez, retirándose de un cuartel militar tras inspeccionar tropas en preparación de los alzamientos

Los alzamientos siguieron en Jalisco, Nayarit, Zacatecas, Guanajuato y Michoacán por el año 1926, luego se sumó casi la totalidad del centro del país. El conflicto tuvo un carácter fundamentalmente rural aunque la dirección de la Liga fue eminentemente urbana. Los cálculos más optimistas consideran que hacia 1927, las fuerzas cristeras rondaban los 12 000 efectivos y dos años después, en 1929, habían alcanzado los 20 000. Semejantes números son dignos de consideración por varias razones. En primer lugar, los obispos mexicanos, con muy contadas excepciones se distanciaron rápidamente del movimiento armado, desconocieron a la Liga y trataron de negociar la paz con el gobierno de Calles con la mediación del gobierno de los Estados Unidos.
En segundo lugar, porque México recién había superado un prolongado y muy costoso conflicto armado que ensangrentó durante poco más de siete años buena parte del país. No solo eso, los cristeros eran un ejército irregular (a pesar de que contaron con algunos militares de carrera en sus filas), que no esperaban recibir pago y que no contaban con mecanismos formales de aprovisionamiento, reclutamiento, entrenamiento, atención a sus heridos o cuidado de los deudos. A diferencia de otros grupos armados en la historia de México, no practicaron la así llamada 'leva' (una práctica por la que se obliga a personas a sumarse a un ejército).

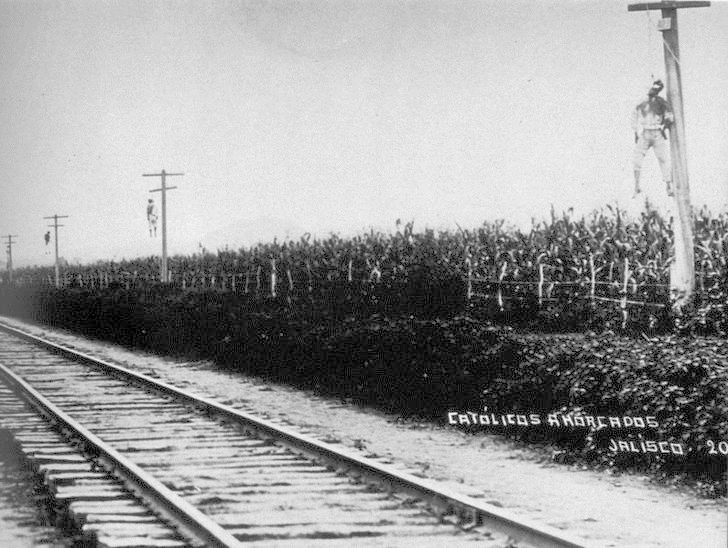
Cristeros colgados en Guadalajara.

Citando vivencias sobre personas que vivieron en carne propia la guerra, cuentan que se quemaron muchos documentos de la iglesia, incluidas la fe de bautizo de todas las personas. Finalmente, a diferencia de muchos grupos armados durante la revolución y antes, durante el siglo XIX, el mercado estadounidense de armas estuvo —al menos formalmente—cerrado.
En 1928, luego de una reforma de la Constitución de 1917 y a pesar de que la Revolución mexicana había iniciado al grito de "Sufragio efectivo, no reelección", el expresidente Álvaro Obregón contendió como candidato virtualmente único en las elecciones presidenciales. El Grupo Sonora, se pensaba en ese entonces, repetiría la fórmula seguida 40 años antes por el grupo Oaxaca, encabezado por Porfirio Díaz, para reformar paulatinamente la Constitución. Se decía, sin embargo, que Obregón —a diferencia de Calles— no tenía interés en continuar con el conflicto, por lo que llegaría a un acuerdo para acabar con la guerra. Sin embargo, Obregón fue asesinado por el católico José de León Toral en el restaurante "La Bombilla" de Ciudad de México. Obregón había acudido ahí a participar en un desayuno ofrecido por los legisladores del bloque parlamentario que le apoyaba.

### El Ejército Cristero
El ejército cristero estuvo compuesto básicamente por peones y aparceros rurales, dirigidos por algunos veteranos revolucionarios, ex partidarios algunos de ellos como Francisco Villa, Emiliano Zapata y participaron también algunos sacerdotes. Combatían la política laica del presidente Plutarco Elías Calles. En enero de 1927 comenzó el alzamiento civil y días después apareció un referéndum que, a partir de aquel momento, no les dejó más remedio que la guerra.

#### Reclutamiento
Dicho ejército se distinguía por ser un ejército de campesinos soldados. La mayoría de los miembros se encontraban debajo de un cierto nivel de ingresos, tanto los de las ciudades como los del campo con una educación pobre. Así pues aquellos provenientes del campo constituían aliados civiles y los soldados principalmente mientras que los de la ciudad se encargaban de la organización, la propaganda y el aprovisionamiento principalmente. A pesar de las limitaciones en insumos, en tres años los cristeros pasaron de ser la partida anárquica del ejército constituido, a derrotar en igualdad de fuerzas a las tropas federales. Si bien algunos ricos hacendados se unieron a la lucha (como Jesús Quintero, José Guadalupe Gómez, Manuel Moreno, Salvador Aguirre, Luis Ibarra y Pedro Quintanar por ejemplo) en las regiones de Zacatecas, los Altos de Jalisco, Michoacán, Durango y Guanajuato. Estos personajes fueron solo la excepción que confirmaba la regla: “Solo la gente humilde se estaba uniendo a la lucha”.

#### Participación de las mujeres
Por su parte, las mujeres también desempeñaron un papel importante dentro del ejército cristero. Además de ser las primeras guerrilleras y las más entusiastas a la hora del conflicto, se destacan más de 25 000 de las llamadas Brigadas Femeninas, dedicadas a apoyar en la rebelión.[cita requerida]

#### Geografía y ubicación de los reclutas
El levantamiento de los Cristeros no dependió solamente de las circunstancias geográficas, históricas y sociales sino que también tuvieron su papel las circunstancias psicológicas. El fanatismo jugó un papel importante e hizo que el levantamiento tuviera diferentes características dependiendo de la región, aunque no hay que confundir la fe religiosa con la vocación militar que puede tener una persona. Dado que el ejército era una milicia, el comportamiento y la estrategia que utilizaban variaba dependiendo de si estaban en zonas montañosas, planicies, valles, mesetas, etc.
Los destacamentos se ubicaban de la siguiente manera alrededor del país:
- Michoacán.- 12 000 combatientes.
- Jalisco.- 10 000 combatientes. La división del Sur contaba con 9 regimientos y la Brigada de los Altos con 5 regimientos.
- Guanajuato y Querétaro.- 4000 combatientes. 2 regimientos para la Brigada de la Cruz en Sierra Gorda.
- Zacatecas.- 5400 combatientes. Los 5 regimientos de la Brigada Quintanar, 3 de Chema Gutiérrez, Felipe Sánchez y Pedro Sandoval.
- Nayarit y Sinaloa.- 2500 combatientes.
- Volcanes de Colima.- 2000 combatientes. 6 regimientos.
- Durango.- De 1500 a 3000 combatientes.
- Guerrero.- De 2000 a 4000 combatientes.
- Oaxaca.- 1500 combatientes.
- México, Morelos y Distrito Federal.- 1000. Brigada Mendoza.
- Puebla, Tlaxcala y Veracruz.- 1000 combatientes.
- Tehuantepec.- 800 combatientes.

Todo esto llevando a un total de aproximadamente de 50 000 combatientes ya que en el cálculo pasado no se toman en cuenta las partidas temporales de Coahuila, San Luis Potosí, Chihuahua, Tabasco, Las Tuxtlas y Veracruz.

#### Los jefes
El número de jefes ascendía hasta unos 200, todos ellos con grado que iba de mayor hasta el de general. La manera en que tomaban el puesto de jefe consistía en ser elegidos o reconocidos por los demás soldados para posteriormente ser confirmados por las autoridades superiores. Los primeros jefes fueron los que tomaban la iniciativa del movimiento en su región o los que eran elegidos por el grupo rebelde al que pertenecían. Predominaba la democracia por lo que si la mayoría estaba descontenta con el jefe, obligaban a este a renunciar para volver a las filas o marcharse. Las cualidades más apreciadas y valoradas entre los líderes eran el valor personal y la experiencia militar. De entre los 200 solo 12 procedían del ejército federal, otros 12 eran soldados o policías y otros 40 conocían más o menos del oficio de armas, reflejándose esto en que solo un 30 % de los jefes llegaron a su puesto por experiencia. Entre los principales líderes se encontraban: Justo Ávila, Miguel Hernández, Emilio Barrios, Dámaso Barraza, Simón Cortés, Sabino Salas, Fernando Pedroza, Félix Barajas, Chema Gutiérrez, José Velasco, Pedro Cordero, Pedro Sandoval, Victoriano Bárcenas, Benjamín Mendoza, Palacios y Pedro Quintanar entre otros más. eso en su totalidad daba información acerca de.

### Las negociaciones
Al llegar a la presidencia de la república Emilio Portes Gil, comenzó una larga negociación, en la que participó como mediador el recién llegado embajador estadounidense Dwight Morrow. Por su parte, la Santa Sede designó al todavía obispo de Tabasco, Pascual Díaz Barreto, como secretario del Comité Episcopal nombrándolo "intermediario oficial" para solucionar el conflicto Iglesia-Estado. Junto con el delegado apostólico señor Leopoldo Ruiz y Flores, se entrevistaron con el presidente, Lic. Emilio Portes Gil, para llegar a un acuerdo el 21 de junio de 1929 sobre la cuestión religiosa.

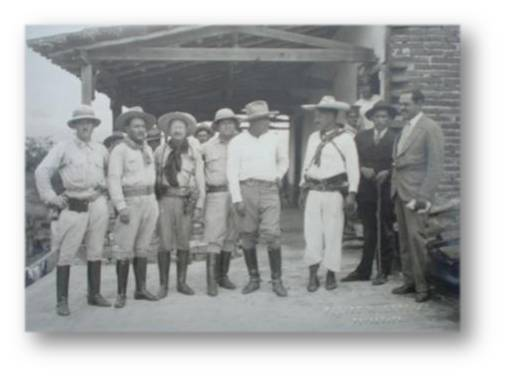
Entrevista de los jefes cristeros y el jefe de operaciones militares del Estado de Colima el 21 de junio de 1929. Tercero de izquierda a derecha, el general cristero Alberto B. Gutiérrez.

Se logró un acuerdo de amnistía general para todos los levantados en armas que quisieran rendirse. Se acordó devolver las casas curales y episcopales, y evitar mayores confrontaciones en lo sucesivo. Sin embargo, para ese entonces existía una profunda división en el seno de la Iglesia en México; la fractura afectaba desde la cúpula episcopal hasta los laicos. Entre los obispos, la mayoría estaba a favor de un acuerdo con el gobierno, pero había tres, muy combativos, opuestos al acuerdo. El más decidido de los obispos en contra del acuerdo fue monseñor Leopoldo Lara y Torres, obispo de Tacámbaro en Michoacán. En el otro extremo, presionando para que se lograra un acuerdo con el gobierno, se encontraban los obispos de la Ciudad de México José Mora y del Río y de Tabasco Pascual Díaz Barreto S.J.
Periódicos pertenecientes a la gran prensa, se ven bruscamente obligados a entrar al cauce oficial. Tal es el caso de Excélsior. En el Excélsior de 1929, se opuso abiertamente a la política gubernamental en materia religiosa, a tal grado de publicar una verdadera apología del movimiento cristero. Ante los ojos de Calles, Rodrigo de Llano, director desde 1924, resultó responsable de esta política editorial antigobiernista, por lo que en 1929, con fondos del gobierno federal y a nombre del empresario regiomontano Federico T. de Lachica, adquirió el periódico y puso fin a las protestas contra los Acuerdos de 1929 firmados por Portes Gil y el Obispo Pascual Díaz.
Más importantes, acaso, que las divisiones fueron las consecuencias que el conflicto y el desempeño de los laicos católicos vinculados a la Liga tuvieron para marcar el futuro de las relaciones entre laicos y obispos en el seno de la Iglesia católica en México. Como consecuencia de la ruptura entre la Liga Nacional para la Defensa de la Libertad Religiosa y los obispos mexicanos, estos últimos desarrollaron una política de creciente centralización y control de las actividades de los laicos católicos mexicanos por medio de la Acción Católica Mexicana. De hecho, un importante sector católico antiliberal tanto seglar como clerical, abogaba por la causa carlista y la consiguiente reintegración de México en la Monarquía española. Estos últimos no defendían la libertad religiosa, sino la unidad católica. Solían rezar una Oración por la Hispanidad y cantar un himno en honor a Cristo Rey y la Virgen de Guadalupe cuyo tono musical es el de la Marcha Real.
En todo caso, la Liga y la mayoría de los efectivos de los ejércitos cristeros no aceptaron el acuerdo, así que estimaciones de personajes cercanos a la Liga señalan que de unas 50 000 personas involucradas directa o indirectamente en las acciones militares, solo 14 000 depusieron las armas, aunque estas cifras han sido motivo de debate.

## Batallas importantes
| - Toma de Huejuquilla el Alto - Toma de Valparaíso - Batalla de Santiago Bayacora - Batalla de Cerrito Verde - Batalla del Cerro del Capulín - Batalla del Cerro de las Papas - Batalla de Tepatitlán - Batalla de El Fresnal - Asalto de Manzanillo - Batalla de Piedra Imán - Batalla de Caucentla - Batalla de Los Rubios - Batalla de Tenaxcamilpa - Batalla de Nogueras - Batalla del Borbollón - Batalla de Mezquitic - Batalla de San Julián - Batalla de Cuquío | - Toma de Juchitlán - Toma de Cocula (1927) - Toma de Colima - Toma de Cocula (1929) - Masacre de Encarnación de Díaz - Toma de Colotlán - Batalla de Amatlán de Cañas - Batalla de Etzatlán - Batalla de San Marcos (1927) - Batalla de Guachinango - Batalla de Mascota - Batalla de Ixtlán del Río - Toma de Compostela - Incidente de Tepatitlán - Batalla de Atotonilco el Alto - Batalla de Villa de Guadalupe - Batalla del cerro El Fresquial - Batalla de Sahuayo, Jiquilpan y Cotija - Bombardeo aéreo de Torreón, Coahuila |

## Fin del conflicto

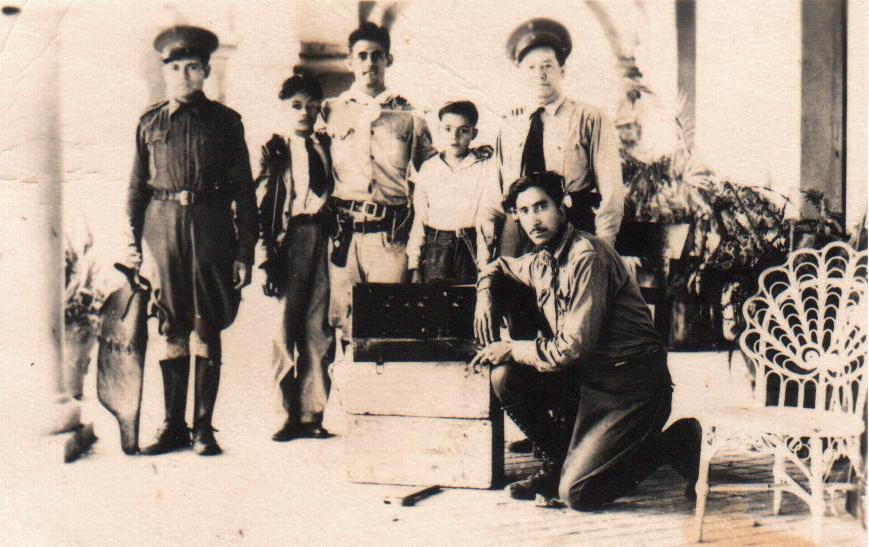
Amnistía con el Ejército Federal en San Gabriel, municipio de Jalisco de las fuerzas de Manuel Michel; el Gral. Matías Villa

Bajo la fuerte presión del gobierno de Estados Unidos, que a su vez respondía a las peticiones repetidas de obispos y laicos católicos en ese país, el presidente Portes Gil anunció que la Iglesia católica se sometería a la ley sin que la Constitución sufriera alguna modificación. A partir de ese momento, sin embargo, el país entró en lo que investigadores de la relación Iglesia-Estado en México han calificado como un periodo de "relaciones nicodémicas", en referencia a Nicodemo, el fariseo que se acercaba a Jesús de noche (de ahí el término nicodemo, "el que viene de noche"). Otros calificaron a este periodo, que se extendería hasta 1929, como un modus vivendi, un modo de vivir, en el que el Estado renunciaba a la aplicación de la ley y la Iglesia renunciaba a exigir sus derechos. Estas relaciones nicodémicas o modus vivendi debieron enfrentar, sin embargo un severo momento de prueba cuando Calles, presionado por los efectos devastadores de la crisis de 1929 pronunció el así llamado Grito de Guadalajara.
En ese Grito, ocurrido el 21 de julio de 1934, Calles - en su oficiosa condición de "jefe máximo de la Revolución mexicana" - hacía un llamado para que Revolución, triunfante en lo militar, se trasladara a partir de ese momento al ámbito de la conciencia, de la educación y, de manera más específica, de la educación de los niños. El Grito de Guadalajara marcó el inicio de una serie de reformas al sistema educativo mexicano que culminaron con el proyecto de la así llamada "educación socialista".
Las tensiones creadas por el Grito fueron de tales dimensiones que, una vez más, se organizaron una serie de movilizaciones que, por su magnitud son conocidas como "La Segunda", es decir, la Segunda Cristiada, aunque en esta ocasión no hubo fracturas en el seno del episcopado. Además, desde la Santa Sede, el papa Pío XI, consternado ante lo que parecía el inicio de un nuevo ciclo de violencia en México, publicó la encíclica Acerba animi, el 29 de septiembre de 1932, y posteriormente Firmissimam constantiam, 29 de septiembre de 1926, publicada en el Acta Apostolicae Sedis también en español, Nos es muy conocida. Acerba Animi pertenece, junto con Non abbiamo bisogno (junio de 1931), Mit Brennender Sorge (Con viva preocupación) dependiendo de lo dicho anteriormente en marzo de 1937, y Nos es muy conocida de marzo de 1937 a un muy reducido número de encíclicas dedicadas a criticar las políticas de los gobiernos de México (Acerba Animi y Nos es muy conocida, de la Alemania Nazi (Con viva preocupación ), y de la Italia de Mussolini (Non abbiamo bisogno), especialmente por las políticas anticatólicas desarrolladas durante este periodo por los gobiernos de esos tres países.

## Tras la Guerra Cristera

### El modus vivendi
A pesar de las tensiones generadas por el Grito de Guadalajara, el gobierno mexicano contribuyó a esta fórmula de relaciones nicodémicas decidiéndose a no aplicar la legislación en materia de cultos, a moderar las reformas en materia educativa (la así llamada "educación socialista" era un lejano recuerdo ya para finales de la década de los cuarenta), pero sobre todo a centralizar, una vez más en la figura del presidente, el manejo de la relación con la Iglesia, con lo que se evitaban nuevos episodios de radicalización a cargo de gobernadores como sucedió en el estado de Tabasco con Tomás Garrido Canabal.
Esta decisión fue correspondida por la Iglesia. Los obispos mexicanos "ungieron" al arzobispo de México como interlocutor oficioso con las autoridades federales (los obispos del país no se pronunciarían en materias de política nacional, dejando cualquier opinión en manos del arzobispo de México) a pesar de sus divisiones y diversas visiones de cómo solucionar el Conflicto. No solo eso, México fue uno de los pocos países del mundo en el que el delegado apostólico fue un obispo del propio país. Esto fue así en el periodo 1927-1951. Durante este tiempo, la representación de la Santa Sede en México fue ejercida sucesivamente por los arzobispos Pascual Díaz Barreto (de la Ciudad de México de 1929 a 1936), Leopoldo Ruiz y Flores (de Morelia de 1936 a 1941) y Luis María Martínez (de la Ciudad de México de 1941 a 1951).
Al hacerlo así, se constituyó en México lo que distintos analistas de las relaciones Estado-Iglesia han calificado como un modus vivendi, un "modo de vivir" entre las autoridades civiles que optaban por no aplicar las leyes y las autoridades religiosas que decidieron no disputar de manera pública las condiciones que les habían sido impuestas.
Durante este periodo, las relaciones Iglesia-Estado en México oscilaron de buenas con Manuel Ávila Camacho, el primer presidente en mucho tiempo en declararse públicamente como católico, a excelentes con Miguel Alemán (monseñor Luis María Martínez se convirtió en una figura omnipresente en las giras y actividades públicas del presidente veracruzano), a ser de colaboración con Adolfo López Mateos (quien logró que en su campaña presidencial de 1958 un sacerdote en el estado de Zacatecas—Antonio Quintanar, párroco de Tlaltenango—pronunciara, a pesar del artículo 130, un discurso apoyando su candidatura el 1 de febrero de ese año), a cordiales con Luis Echeverría Álvarez y con José López Portillo, quien asistió, sin reconocerlo, a los "funerales públicos" del modus vivendi y la legislación entonces vigente en México. Lo que es más, los "funerales" fueron presididos por el entonces recién electo papa Juan Pablo II.
Juan Pablo II acudió a México, en enero de 1979, a inaugurar la tercera Conferencia General del Episcopado Latinoamericano en Puebla, México. Sin embargo, su viaje motivó una serie de espontáneas expresiones de apoyo y alegría por su presencia en la capital del país, que hicieron impensable la aplicación de lo dispuesto por el artículo 130 de la constitución y sus leyes reglamentarias, en materia de expresiones de culto público.
En los próximos años, la Iglesia, especialmente los líderes de la Conferencia del Episcopado Mexicano como Ernesto Corripio Ahumada, lanzaron una serie de retos a la legislación vigente en el país que culminaron en 1992. Fue entonces cuando el presidente Carlos Salinas de Gortari promovió una serie de reformas a los artículos 3, 5, 27, 28 y 130 de la Constitución, apoyadas por una abrumadora mayoría de diputados y senadores del Congreso electos por los tres principales partidos políticos de México (Partido Revolucionario Institucional, Partido Acción Nacional y Partido de la Revolución Democrática). El siguiente paso ocurrió cuando se reanudaron, luego de más de un siglo de estar interrumpidas, las relaciones diplomáticas entre México y la Santa Sede para dar paso, finalmente, a la promulgación de nuevas leyes reglamentarias de las relaciones Estado-iglesias.
La nueva legislación otorga personalidad jurídica a las iglesias y devolvió parcialmente los derechos políticos a los así llamados "ministros de culto", que ahora pueden votar. Sin embargo, la legislación mexicana aún desconoce el derecho de los "ministros de culto" a ser votados, además de que impone mecanismos muy restrictivos para el ingreso de personal religioso extranjero a México. La personalidad jurídica de las iglesias está limitada también en lo que hace a su capacidad para ser propietarias de bienes inmuebles y especialmente para ser propietarias u operar medios de comunicación electrónicos.
La Guerra Cristera dejó una huella profunda en la vida pública mexicana. En un sentido, dejó en clara la disposición de grupos de laicos dentro de la Iglesia a confrontarse con los líderes de ésta. Las autoridades civiles debieron reconocer la imposibilidad práctica del modelo de relaciones Estado-Iglesia definido por la original Constitución de 1917. Los líderes formales del catolicismo mexicano, especialmente sus obispos, fueron obligados a desarrollar estrategias autónomas de organización y financiamiento de sus actividades.
Otra consecuencia clave de la guerra cristera para el futuro de México lo fue la de su contribución a la conformación de movimientos sociales y partidos políticos de distinta orientación ideológica. El más importante de todos fue, durante la década de los treinta, el sinarquismo, como un movimiento social de base católica y campesina, que nutrió primero a la Unión Nacional Sinarquista, y, ya durante las décadas de los setenta y ochenta del siglo veinte, a varios partidos políticos, como el Partido Demócrata Mexicano y la Unión Nacional Opositora. Esta vertiente, sin embargo, se agotó durante los noventa para terminar fusionándose de manera informal en el Partido Acción Nacional. También muchos miembros del movimiento se fueron para el recién fundado Partido Acción Nacional.

### Ataques de los cristeros en contra de los maestros rurales
La Segunda Guerra Cristera (1932–1938), abarcó parte del gobierno de Lázaro Cárdenas (1934–1940), a raíz de que el Congreso realizó modificaciones al artículo 3 de la Constitución Mexicana en octubre de 1934 para incluir el siguiente texto introductorio, "Artículo 3. "La educación será socialista y además de excluir toda doctrina religiosa combatirá el fanatismo y los prejuicios, para lo cual la escuela organizará sus enseñanzas y actividades en forma que permita crear en la juventud un concepto racional y exacto del universo y de la vida social.”
La promoción de la llamada “educación socialista" encontró una fuerte oposición entre algunas partes de la academia.
Muchos cristeros se levantaron en armas nuevamente, seguidos de otros católicos, pero durante este periodo maestros desarmados se encontraron entre los principales blancos de las atrocidades cometidas por los cristeros durante este periodo.

Los maestros rurales no participaron en el conflicto armado, pero algunos no aceptaron dejar sus escuelas y comunidades, y a muchos se les cortaron las orejas como resultado. a dichos maestros se les conoce como "maestros desorejados".
En los peores casos, los maestros fueron torturados y asesinados por los cristeros. Se ha calculado que al menos 300 maestros fueron asesinados entre los años 1935 y 1939, incluyendo el caso de Carlos Sayago, Carlos Pastraña, y Librado Labastida en Teziutlán, Pue.; la ejecución del maestro Carlos Toledano, quien fue quemado vivo en Tlapacoyan, Ver.; y el linchamiento de al menos 42 maestros en el estado de Michoacán. Asimismo puede citarse el caso de la maestra María Rodríguez Murillo, quien fuera ultrajada y muerta por un grupo de cristeros en Tabasco, Zac.

### Mártires cristeros
La Iglesia católica, reconociendo la fidelidad, beatificó a 39 personas, 27 sacerdotes como Toribio Romo, Sabás Reyes Salazar y el resto laicos, como Luis Magaña Servín y Leonardo Pérez Larios y entre ellos al maestro Anacleto González Flores. El 21 de mayo del 2000 fueron canonizados por Juan Pablo II, 24 de ellos, perseguidos durante las guerras cristeras.

## Obras relacionadas

### Novelas y cuentos
- Elena Garro: Recuerdos del porvenir, (novela)
- Jesús Goytortúa Santos: Pensativa, (novela)
- Graham Greene: El poder y la gloria, (novela)
- José Revueltas: El luto humano, (novela)
- Juan Rulfo: El llano en llamas, (colección de cuentos)
- Álvaro Pombo: Una ventana al norte, (novela)
- Agustín Yáñez: Al filo del agua, (novela)
- Antonio Estrada: Rescoldo, (novela)

### Filmografía
- El fugitivo (1947) de John Ford
- Sucedió en Jalisco  (1947) Raul de Anda
- De todos modos Juan te llamas (1976) de Marcela Fernández Violante
- La guerra santa (1977) de Carlos Enrique Taboada
- A paso de cojo (1980)
- La Cristiada (1986) Documental de Nicolás Echevarría
- Los últimos cristeros (2011) de Matías Meyer
- Cristiada (2012) de Dean Wright

### Canciones
- El arreglo religioso de Guty Cárdenas